# PTT (Nederland)

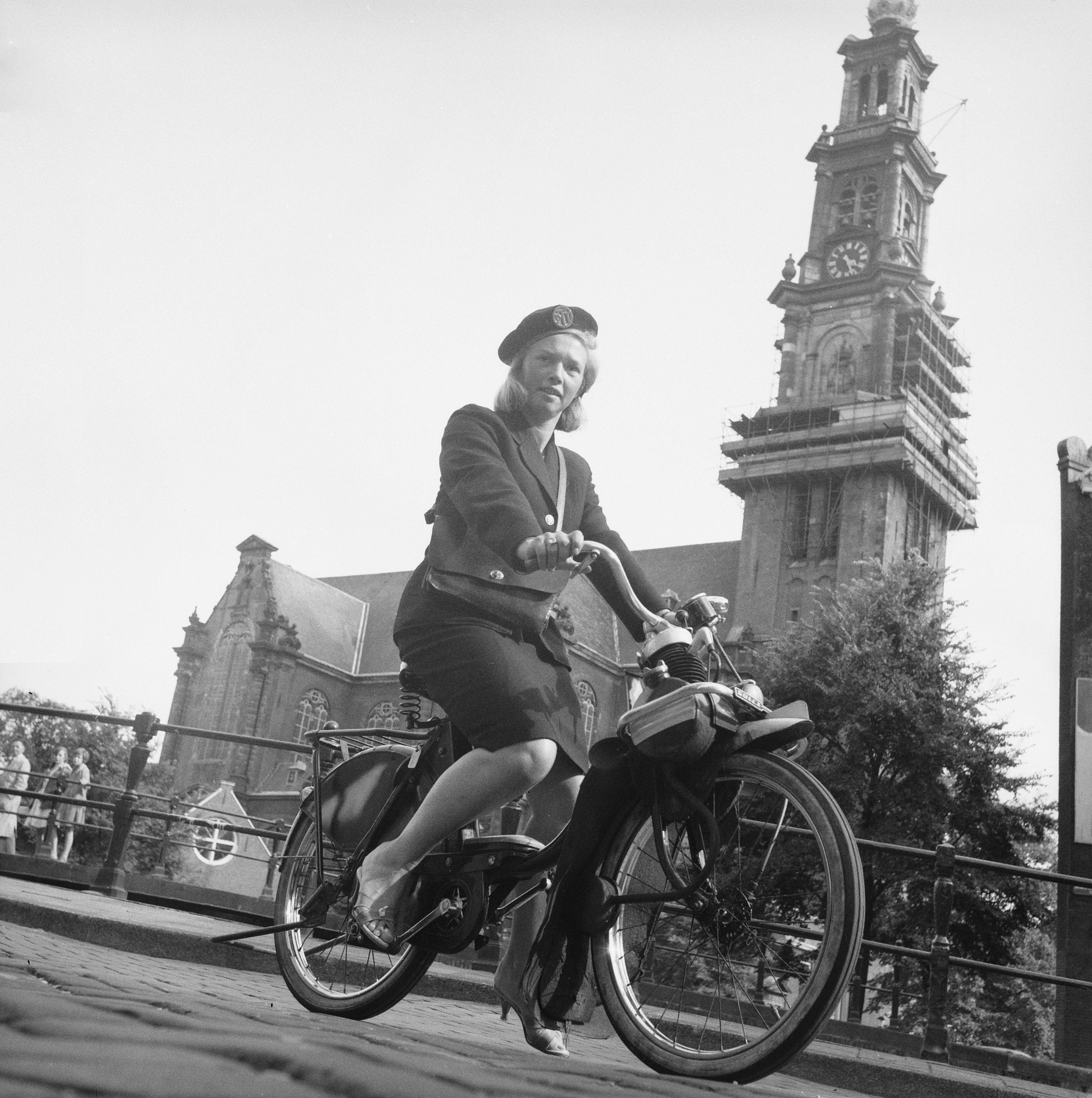
Vrouwelijke telegrambestellers bij de Amsterdamse PTT, in 1962

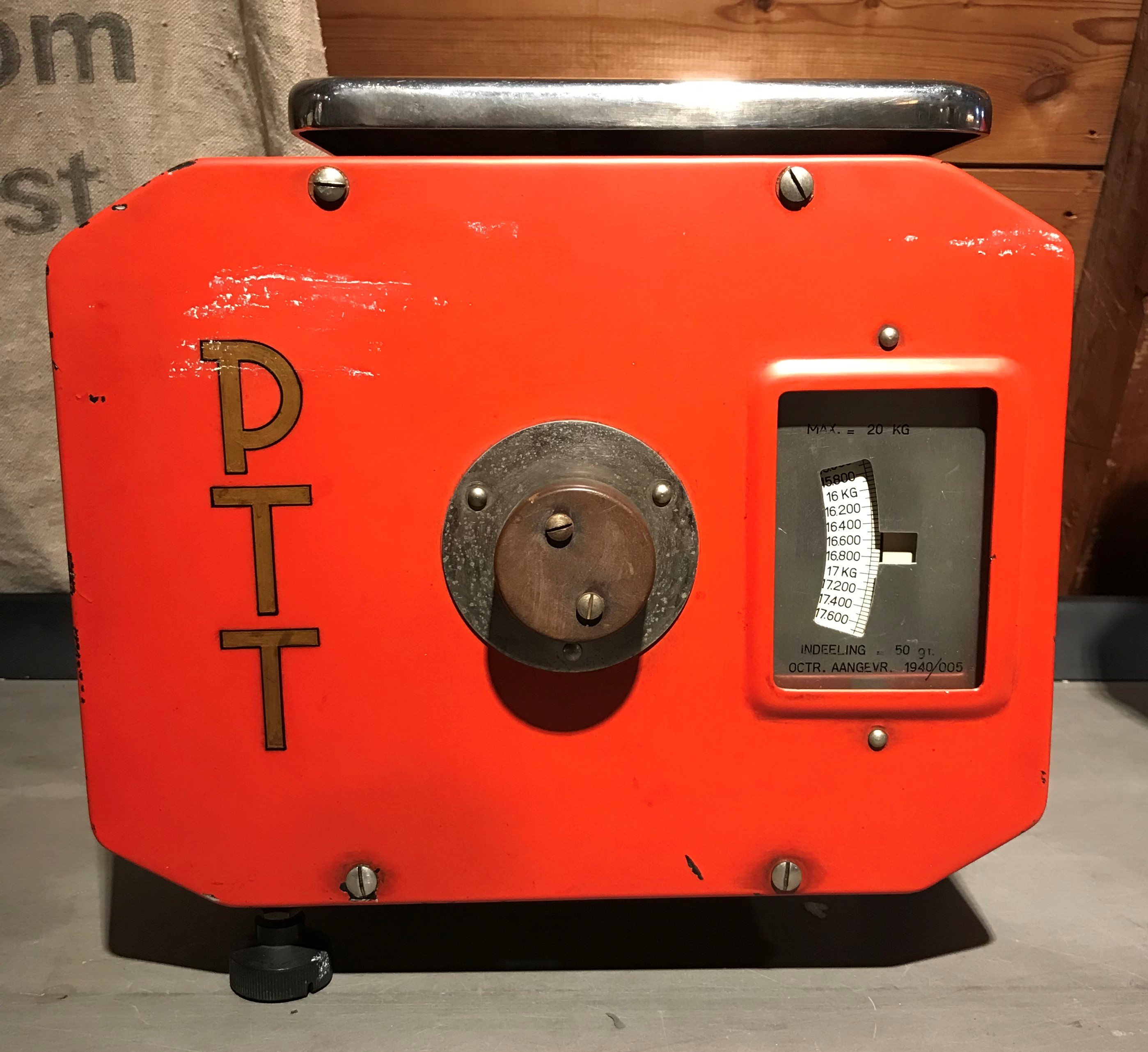
PTT-weegschaal voor het wegen van postpaketten, in het Weegschaalmuseum te Naarden

De PTT, het Staatsbedrijf der Posterijen, Telegrafie en Telefonie (tot 1928 Staatsbedrijf der Posterijen en Telegrafie geheten), was het Nederlandse staatsbedrijf dat verantwoordelijk was voor de post, de telegrafie, de telefonie en verder de radiotelefonie, Scheveningen Radio, de Draadomroep, de Radiocontroledienst, de Dienst Omroepbijdragen en de draad- en straalverbindingen voor radio en televisie in Nederland. Voor de omvorming tot staatsbedrijf in 1915 was het een "overheidsdienst met bedrijfsmatig karakter" onder verantwoordelijkheid van het ministerie van Waterstaat, Handel en Nijverheid, de in 1893 opgerichte Administratie der Posterijen en Telegrafie (APT).:111-112

## Geschiedenis

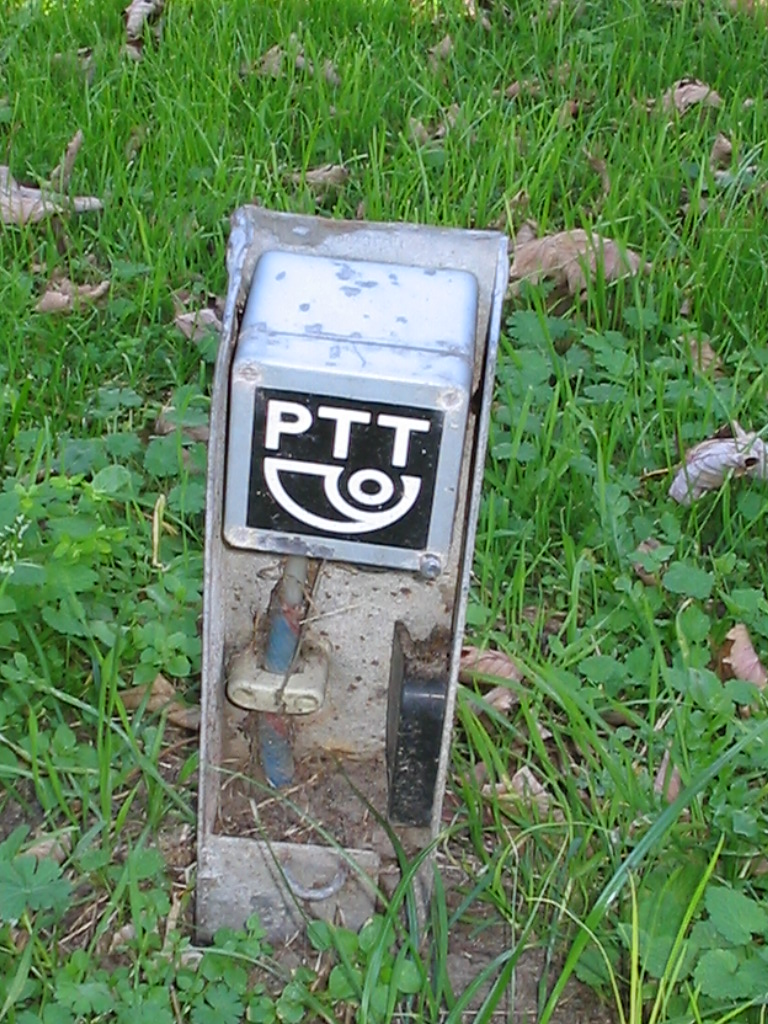
Een aansluitpunt dat nog steeds in gebruik is, echter nu voor zowel internet als telefonie

### Oprichting
Op 15 januari 1799 nam de Bataafse Republiek het beheer over briefpost op zich, en in 1807 bracht koning Lodewijk Napoleon de posterijen onder verantwoordelijkheid van de minister van Financiën van het Koninkrijk Holland. De Postwet 1810 regelde het staatsmonopolie en gestandaardiseerde tarieven, en schaarde het postbedrijf onder het Franse departement van Financiën. Na de Franse overheersing stelde soeverein vorst Willem Frederik in 1813 een hoofd der posterijen aan, die alleen financieel verantwoording aan het ministerie van Financiën hoefde af te leggen, maar vanaf 1819 kwamen de posterijen weer onder rechtstreeks beheer van het ministerie. De Postwet 1850 zorgde ervoor dat het algemeen belang van een goede afhandeling van het postverkeer het belangrijkste doel van de posterijen was.
De Rijkstelegraaf werd in 1852 opgericht:110 om de wildgroei aan telegrafielijnen die sinds 1845 waren aangelegd om te vormen tot een landelijk netwerk. Het beheer viel in eerste instantie onder het ministerie van Binnenlandse Zaken, tot het in 1870 naar het ministerie van Financiën overging. In 1877 werd het ministerie van Waterstaat, Handel en Nijverheid opgericht, dat de posterijen en de Rijkstelegraaf overnam en ze in 1886 samenvoegde tot één afdeling.:110
In 1893 werd de Administratie der Posterijen en Telegrafie opgericht,:111 een zelfstandige organisatie onder eindverantwoordelijkheid van het ministerie. Deze omzetting, van departementsafdeling in zelfstandige organisatie, was eigenlijk slechts een formaliteit, aangezien de dienst in de loop der jaren al steeds zelfstandiger was gaan werken.:111
De Rijkstelegraaf nam in 1897 de interlokale telefoonverbindingen over van de Nederlandsche Bell-Telephoon Maatschappij.:109 De NBTM was de eerste en destijds grootste aanbieder van telefonie in Nederland, en – met het oog op deze uiteindelijke overname door de Rijkstelegraaf – de enige onderneming die van het Rijk toestemming had gekregen om interlokale verbindingen aan te leggen.:108-109 De Telegraaf- en Telefoonwet 1904 reguleerde de concessieverlening voor de aanleg en exploitatie van de telefoonnetten, en in 1913 begon het Rijk met het naasten van de lokale telefoonnetten van NBTM en andere aanbieders.
In 1915 werd de Bedrijvenwet 1912 van toepassing op de organisatie, waarmee deze de juridische status van staatsbedrijf kreeg: het Staatsbedrijf der Posterijen en Telegrafie.:112 Pas in 1928 werd de naam, om ook het element 'telefoon' erin tot uiting te laten komen, veranderd in Staatsbedrijf der Posterijen, Telegrafie en Telefonie (PTT).:111

### Verhuizing naar Groningen
In het kader van het rijksbeleid rond de spreiding van Rijksdiensten werd in 1975 besloten dat de PTT de centrale directie en later ook de afdeling Telematica en een aantal stafdiensten in Groningen moest gaan huisvesten. De hele operatie zou voor 1980 moeten zijn voltooid. Door de Oliecrisis van 1973 werd dit echter 10 jaar opgeschoven. De verhuizing leidde begin jaren 1980 echter tot steeds meer protest onder de ambtenaren die niet wilden verhuizen. De centrale directie wilde zelf eigenlijk ook niet weg uit Den Haag en probeerde het proces te dwarsbomen. De regio onder leiding van burgemeester Harm Buiter en CvK Henk Vonhoff hield echter voet bij stuk en wist met steun van de rijksoverheid gedurende de jaren 1980 een groot deel van de banen toch over te hevelen naar de stad. Vooral rond het station Groningen werd daarvoor veel nieuwbouw gepleegd. In 1990 werd aldaar ook het kantoor voor de centrale directie geopend; de Borg.

### Afsplitsing en privatisering
In de Tweede Wereldoorlog hadden de Duitse bezetters de PTT verzelfstandigd, wat na de oorlog onmiddellijk ongedaan gemaakt is. Het duurde tot de jaren 80 totdat de verschillende onderdelen van de PTT geprivatiseerde bedrijven werden. De Rijkspostspaarbank en de Postcheque- en Girodienst werden als eerste in 1986 afgesplitst en geprivatiseerd onder de naam Postbank. Deze fuseerde in 1989 met de NMB-bank tot de NMB Postbank Groep en in 1991 met Nationale-Nederlanden, waaruit de ING Groep ontstond. In 2009 gingen Postbank en ING Bank samen verder onder de naam ING.
De Staat verzelfstandigde de PTT in 1989, wat daarna met het predicaat Koninklijk verderging onder de naam Koninklijke PTT Nederland NV (KPN), waarvan de belangrijkste werkmaatschappijen PTT Post BV en PTT Telecom BV waren. De overheid bleef tot de beursgang in 1994 de enige aandeelhouder van dit bedrijf.
Na de verzelfstandiging was een van de eerste acties die de directie onder leiding van Wim Dik nam, het opstarten van het proces om een belangrijk deel van de banen uit Groningen weer terug te halen naar Den Haag, dat voor zijn ambitieuze wereldwijde groeiplannen vlak bij de luchthaven Schiphol een veel logischere locatie was. Van de vele PTT-vestigingen in de stad werden vervolgens de meeste weer gesloten.
In december 1996 nam KPN het Australische bedrijf Thomas Nationwide Transport (TNT) over en voegde dit met PTT Post toe aan de TNT Post Groep (TPG). De werknaam PTT Post bleef echter in gebruik tot 2002, waarna het TPG Post werd. In juni 1998 werd Koninklijke PTT Nederland NV opgesplitst in respectievelijk de TNT Post Groep N.V. (met koninklijke PTT Post en de TNT-ondernemingen als dochters) en Koninklijke KPN NV (het oorspronkelijke PTT Telecom). Beide bedrijven gingen hierna ook internationale ambities nastreven, wat in 2005 leidde tot naamsverandering van de TNT Post Group (TPG NV) in TNT N.V. en op 16 oktober 2006 bij TPG Post naar Koninklijke TNT Post BV (TNT Post), dat onderdeel is van de beursgenoteerde onderneming TNT NV. Op 25 mei 2011 stonden alle lichten op groen om de Expressonderdelen af te splitsen van TNT NV, wat een nieuwe beursgenoteerde onderneming TNT Express N.V. opleverde. De juridische splitsing werd op 31 mei 2011 van kracht, waarbij de statutaire naam van TNT N.V. werd gewijzigd in PostNL N.V. Het nationale postbedrijf ging vanaf dat moment dan ook verder als Koninklijke PostNL.
KPN richtte zich aanvankelijk op telecommunicatie en internet, maar legde zich later ook toe op televisie. Door de liberalisering van telefoniemarkt, gigantische investeringen en het uiteenspatten van de internethype kreeg KPN te maken met enorme schulden. Ingrijpende bezuinigingen en een compleet andere strategie waren het gevolg. De schuld werd hierdoor wel aanzienlijk kleiner. Tot 2005 was de overheid nog steeds een belangrijke aandeelhouder en in 2006 werden de laatste 8% aandelen in het bedrijf van de hand gedaan.
Bij de verzelfstandiging (1989) kreeg PTT Nederland de volgende concessies:
- aanleg, exploitatie en instandhouding van de telecommunicatie-infrastructuur;
- leveren van basisdiensten van telefoondienst, telegraafdienst, telexdienst en datatransportdienst;
- leveren van huurlijnen voor het aanbieden van tele-informatiediensten (met uitzondering van basisdiensten);
- het vervoer tegen betaling van brieven van ten hoogste 500 gram;
- het aan of op de openbare weg plaatsen van brievenbussen die voor het publiek zijn bestemd;
- het uitgeven van postzegels met een afbeelding van de koning of koningin, of met de vermelding 'Nederland'.

Tele-informatiediensten mogen door iedereen worden geleverd.
Bij de verzelfstandiging was afgesproken dat uiterlijk vijf jaar (met mogelijkheid van verlenging tot zeven jaar, na evaluatie) en de oprichting van PTT Nederland NV de activiteiten in het kader van concessie zouden moeten worden opgedragen aan een dochtermaatschappij die uitsluitend met de uitvoering van concessietaken wordt belast. Deze overdracht van concessietaken aan een dochtermaatschappij heeft niet plaatsgevonden: in 1993 is de betreffende wetgeving gewijzigd om deze verplichting te laten vervallen, en in 1994 is Koninklijke PTT Nederland geprivatiseerd.
Bij de Wet Verzelfstandiging PTT van 26 oktober 1988 is het begrip 'berichten' uit de oorspronkelijke 'definitie van brieven' gehaald waardoor het berichtenverkeer kon privatiseren.
De in 1936 opgerichte Rijksautomobielcentrale (RAC) was ook een onderdeel van de PTT en werd eind jaren tachtig verzelfstandigd tot PTT RAC B.V. In 1993 werd de naam gewijzigd in PTT Autolease en weer later in KPN Autolease. In 1998 werd KPN Autolease verkocht aan de autoleasetak van ABN AMRO en het bedrijf werd toen opgenomen in Autolease Holland (ALH). Eind 2003 ging Autolease Holland verder onder de naam LeasePlan Nederland. In 2004 verkocht ABN AMRO LeasePlan Nederland aan Volkswagen (50%), Mubadala Development Company (25%) en Olayan Group (25%).

### Tijdlijn
|                  |                  | voorloper  | voorloper  | voorloper      | voorloper      | voorloper      | voorloper                | voorloper                | (onderdeel van) PTT      | (onderdeel van) PTT      | (onderdeel van) PTT      | (onderdeel van) PTT      | (onderdeel van) PTT      | (onderdeel van) PTT      | (onderdeel van) PTT      | (onderdeel van) PTT      | (onderdeel van) PTT      | (onderdeel van) PTT | (onderdeel van) PTT | (onderdeel van) PTT | (onderdeel van) PTT | (onderdeel van) PTT | verzelfstandigd/geprivatiseerd bedrijf | verzelfstandigd/geprivatiseerd bedrijf | verzelfstandigd/geprivatiseerd bedrijf | verzelfstandigd/geprivatiseerd bedrijf | verzelfstandigd/geprivatiseerd bedrijf | verzelfstandigd/geprivatiseerd bedrijf | verzelfstandigd/geprivatiseerd bedrijf | verzelfstandigd/geprivatiseerd bedrijf | verzelfstandigd/geprivatiseerd bedrijf | verzelfstandigd/geprivatiseerd bedrijf | verzelfstandigd/geprivatiseerd bedrijf | verzelfstandigd/geprivatiseerd bedrijf | verzelfstandigd/geprivatiseerd bedrijf | verzelfstandigd/geprivatiseerd bedrijf | verzelfstandigd/geprivatiseerd bedrijf | verzelfstandigd/geprivatiseerd bedrijf | verzelfstandigd/geprivatiseerd bedrijf | verzelfstandigd/geprivatiseerd bedrijf |
|                  |                  |            |            |                |                |                |                          |                          |                          |                          |                          |                          |                          |                          |                          |                          |                          |                     |                     |                     |                     |                     |                                        |                                        |                                        |                                        |                                        |                                        |                                        |                                        |                                        |                                        |                                        |                                        |                                        |                                        |                                        |                                        |                                        |                                        |
| Telefonie        | Telefonie        |            |            | Rijkstelegraaf | Rijkstelegraaf | Rijkstelegraaf | Rijkstelegraaf           | Rijkstelegraaf           | APT                      | APT                      | P&T                      | P&T                      | P&T                      | P&T                      | PTT                      | PTT                      | PTT                      | PTT                 | PTT                 | PTT                 | PTT                 | PTT                 | KPN (PTT Telecom, PTT Post)            | KPN (PTT Telecom, PTT Post)            | KPN (PTT Telecom, PTT Post)            | Koninklijke KPN                        | Koninklijke KPN                        | Koninklijke KPN                        | Koninklijke KPN                        | Koninklijke KPN                        | Koninklijke KPN                        | Koninklijke KPN                        | Koninklijke KPN                        | Koninklijke KPN                        | Koninklijke KPN                        | Koninklijke KPN                        | Koninklijke KPN                        | Koninklijke KPN                        | Koninklijke KPN                        | Koninklijke KPN                        |
| Koeriersdiensten | Koeriersdiensten | Posterijen | Posterijen | Posterijen     | Posterijen     | Posterijen     | Posterijen               | Posterijen               | APT                      | APT                      | P&T                      | P&T                      | P&T                      | P&T                      | PTT                      | PTT                      | PTT                      | PTT                 | PTT                 | PTT                 | PTT                 | PTT                 | KPN (PTT Telecom, PTT Post)            | KPN (PTT Telecom, PTT Post)            | KPN (PTT Telecom, PTT Post)            | TPG                                    | TPG                                    | TPG                                    | TPG                                    | TPG                                    | TPG                                    | TNT                                    | TNT                                    | TNT                                    | TNT                                    | TNT Express                            | TNT Express                            | TNT Express                            | (FedEx)                                | (FedEx)                                |
| Post(pakketten)  | Post(pakketten)  | Posterijen | Posterijen | Posterijen     | Posterijen     | Posterijen     | Posterijen               | Posterijen               | APT                      | APT                      | P&T                      | P&T                      | P&T                      | P&T                      | PTT                      | PTT                      | PTT                      | PTT                 | PTT                 | PTT                 | PTT                 | PTT                 | KPN (PTT Telecom, PTT Post)            | KPN (PTT Telecom, PTT Post)            | KPN (PTT Telecom, PTT Post)            | (PTT Post)                             | (PTT Post)                             | (PTT Post)                             | (TPG Post)                             | (TPG Post)                             | (TPG Post)                             | (TNT Post)                             | (TNT Post)                             | (TNT Post)                             | (TNT Post)                             | Koninklijke PostNL                     | Koninklijke PostNL                     | Koninklijke PostNL                     | Koninklijke PostNL                     | Koninklijke PostNL                     |
| Spaarbank        | Spaarbank        |            |            |                |                |                | Rijkspostspaarbank (RPS) | Rijkspostspaarbank (RPS) | Rijkspostspaarbank (RPS) | Rijkspostspaarbank (RPS) | Rijkspostspaarbank (RPS) | Rijkspostspaarbank (RPS) | Rijkspostspaarbank (RPS) | Rijkspostspaarbank (RPS) | Rijkspostspaarbank (RPS) | Rijkspostspaarbank (RPS) | Rijkspostspaarbank (RPS) | Postgiro /RPS       | Postgiro /RPS       | Postgiro /RPS       | Postbank            | Postbank            | Postbank                               | Postbank                               | Postbank                               | Postbank                               | Postbank                               | Postbank                               | Postbank                               | Postbank                               | Postbank                               | Postbank                               | Postbank                               | ING                                    | ING                                    | ING                                    | ING                                    | ING                                    | ING                                    | ING                                    |
| Bank             | Bank             |            |            |                |                |                |                          | PCGD (Postgiro)          | PCGD (Postgiro)          | PCGD (Postgiro)          | PCGD (Postgiro)          | PCGD (Postgiro)          |                          |                          |                          |                          |                          | Postgiro /RPS       | Postgiro /RPS       | Postgiro /RPS       | Postbank            | Postbank            | Postbank                               | Postbank                               | Postbank                               | Postbank                               | Postbank                               | Postbank                               | Postbank                               | Postbank                               | Postbank                               | Postbank                               | Postbank                               | ING                                    | ING                                    | ING                                    | ING                                    | ING                                    | ING                                    | ING                                    |
|                  |                  |            |            |                |                |                |                          |                          |                          |                          |                          |                          |                          |                          |                          |                          |                          |                     |                     |                     |                     |                     |                                        |                                        |                                        |                                        |                                        |                                        |                                        |                                        |                                        |                                        |                                        |                                        |                                        |                                        |                                        |                                        |                                        |                                        |
|                  | 1799             | 1799       | 1852       | 1852           |                | 1881           | 1881                     | 1893                     | 1893                     | 1915                     | 1915                     | 1918                     | 1918                     | 1928                     | 1928                     |                          | 1977                     | 1977                |                     | 1986                | 1986                | 1989                | 1989                                   |                                        | 1998                                   | 1998                                   |                                        | 2002                                   | 2002                                   |                                        | 2006                                   | 2006                                   | 2009                                   | 2009                                   | 2011                                   | 2011                                   |                                        | 2016                                   | 2016                                   |                                        |

## Logo en huisstijl
De verschillende logo's die de PTT in de loop der jaren gehad heeft, illustreren de ontwikkeling van de Nederlandse vormgevingstraditie. Begin 20e eeuw werden deftige en imponerende elementen gebruikt die ook op waardepapier voorkomen, een manier van presenteren die normaal was voor een staatsbedrijf.
Het eerste PTT-logo was de zogenaamde "PTT-ster" uit 1935, ontworpen door Nicolaas de Koo, dat bestond uit een ruit waarover de bedrijfsnaam is geplaatst, omgeven door een cirkel. Dit logo was geheel zwart. Om er een zuivere achtpuntige ster van te maken werd er ook wel een vierkant over de ruit geplaatst met daarin de letters PTT. Deze kwamen ook wel voor in de kleuren bruin en donkerblauw.
Vanaf 1950 gebruikt de PTT een logo van Gradus van Eeden. Hierin zijn een posthoorn, telefoonlijnen met isolatoren, de letters PTT en de naam "Staatsbedrijf der Posterijen, Telegrafie en Telefonie" verzameld. Het logo is zowel in bruin met wit als in wit met bruin uitgebracht. Datzelfde jaar werd er voor de uniforms een insigne ontworpen door Nicolaas de Koo. Deze bestond uit een ronde rand met daarbinnen de letters PTT, waarvan de middelste T ruim een kwart groter was.
Het beeldmerk met een geabstraheerde posthoorn met daarbinnen een cirkel die de doorsnee van een kabel voorstelt en daarboven de letters PTT dateert uit 1957 en is ontworpen door Harry Disberg. Het logo was wit met een donkerblauwe achtergrond.
Om mee te komen met de invoering van duidelijke bedrijfsstijlen voert de PTT in 1981 een nieuwe bedrijfsstijl in waaraan ruim 10 jaar is gewerkt door de ontwerpbureaus Total Design (nu Total Identity) en Tel Design. Voor PTT Post bestond het logo uit een grote rechthoek waarin met kleine letters de naam "ptt post" stond geschreven. De letters "ptt" waren in superscript en de twee woorden waren van elkaar gescheiden door middel van acht rondjes, zoals de scheurstroken op de postzegelvelletjes. Op het logo van PTT Telecom stond de bedrijfsnaam eveneens in kleine letters geschreven en was er links van het woord "ptt" een streep geplaatst die naar beneden verder doorliep. Dit stelde een telefoonlijn voor.
Na de verzelfstandiging van de PTT ontwerpt Studio Dumbar een nieuwe huisstijl waarmee de bedrijven nog steeds herkenbaar blijven. De rechthoekige vorm en de kleuren rood (PTT Post) en groen (PTT Telecom) uit de huisstijl van 1981 blijven behouden. Ook worden de bedrijfsnamen weer in kleine letters geschreven. Voor de holding "PTT Nederland" komt er nog een blauw logo bij. De logo's bestaan uit een vierkant waarin "ptt" staat geschreven een rechthoek daar direct rechts van, waarin de tekst "nederland", "post", of "telecom" staat met daaronder vijf witte puntjes horizontaal naast elkaar. De drie logo's zijn onderling ook aan elkaar gekoppeld; rechtsonderin het vierkant is een klein wit vierkantje geplaatst met daarboven (Post) of daar links van (Telecom) een vierkantje in de blauwe kleur van de holding. Het logo van de holding heeft op deze plek zowel een rood als een groen vierkantje.
Het logo en de bijbehorende huisstijl van de Koninklijke PTT Post uit 1999 is ontwikkeld door Studio Dumbar en bestaat uit een abstract kroontje en de naam in hoofdletters. PTT is in donkerblauw geschreven; de rest van het logo kon zowel rood met wit of wit met rood zijn.

## Directeuren-generaal
De PTT werd geleid door een directeur-generaal. Vanaf de oprichting waren dit:
- Jacob Petrus Havelaar (1893-1902)
- Marinus Gerardus de Bloeme (1902, waarnemend)
- Gerrit Jacob Christiaan Andries Pop (1902-1913, waarnemend tot 1905)
- George August Alexander Alting von Geusau (1913-1918)
- Evert Pieter Westerveld (1918-1923)
- Adrianus Antonie Henri Willem König (1923-1925)
- Marinus Damme (1925-1945)
- Lambertus Neher (1945-1954)
- Johannes van der Toorn 1954-1959)
- Gerard Bast (1959-1968)
- Hendrik Reinoud (1968-1972)
- Phillip Leenman (1972-1984)
- Cor Wit (1984-1988)

## Trivia
Toen de PTT nog een echt staatsbedrijf was, deden grappen de ronde die verwezen naar de gebrekkige dienstverlening en de vermeende traagheid van ambtenaren. Zo opperde Wim Kan dat PTT stond voor 'Putje graven, Tentje zetten, Tukkie doen', een verwijzing naar langdurige grondwerkzaamheden die PTT-technici vaak uitvoerden, waarbij ter beschutting een tentje over het gat in de grond werd geplaatst. De tent was echter om te voorkomen dat er vocht in de kabel zou dringen en niet om de kabellassers droog te houden.